# خانم برادفورد سابق
خانم برادفورد سابق (انگلیسی: The Ex-Mrs. Bradford) فیلمی در ژانر رمانتیک کمدی به کارگردانی استیون رابرتس محصول سال ۱۹۳۶ کشور ایالات متحده آمریکا است.

## بازیگران
- ویلیام پاول
- جین آرتور
- جیمز گلیسون
- اریک بلور
- رابرت آرمسترانگ
- لیلا لی
- گرانت میچل
- ارین اوبراین-مور
- رالف مورگن
- لوسیل گلیسون
- جانی آرتور
- فرانک ام. توماس